# Gerhard Armauer Hansen

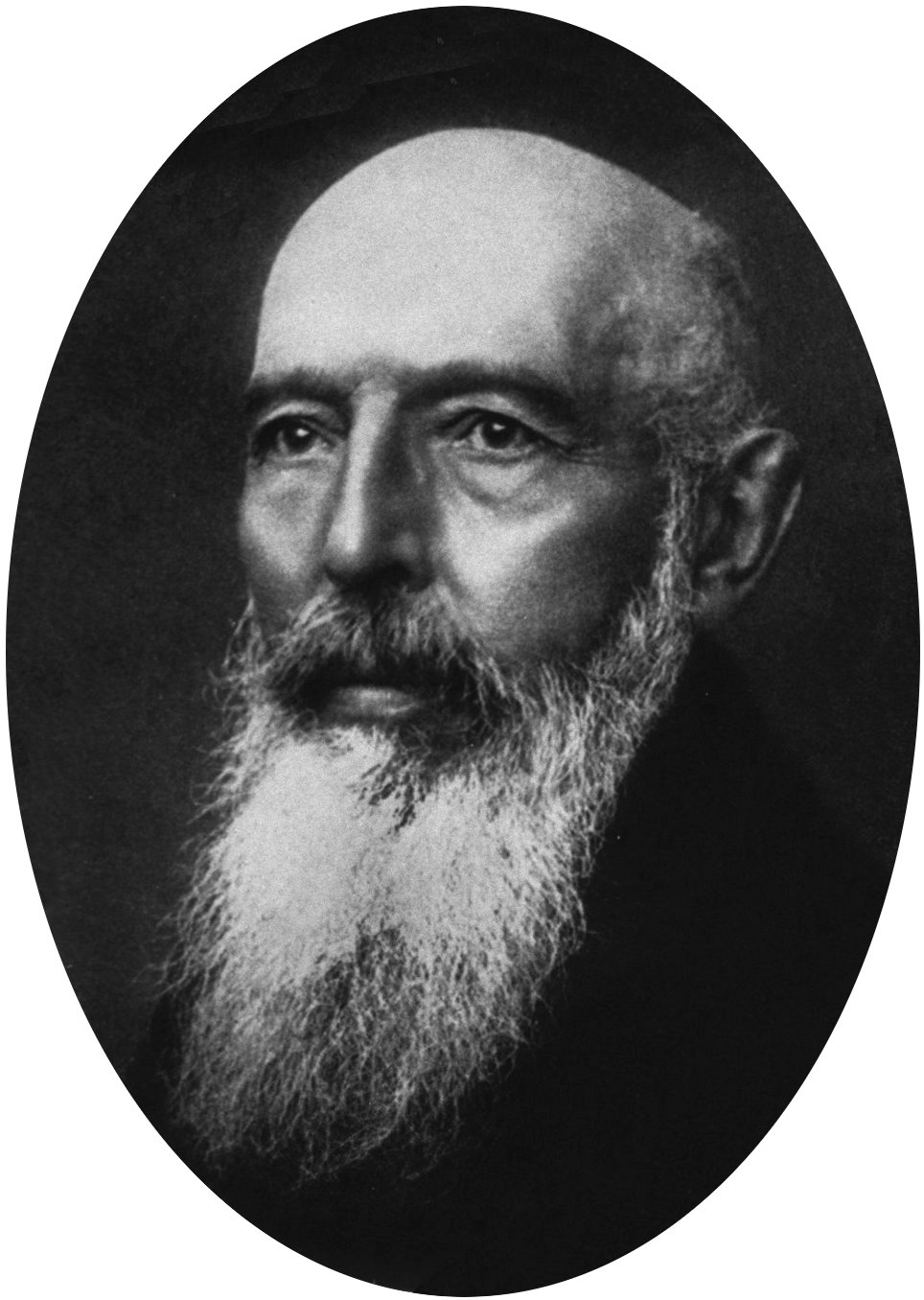
Armauer Hansen

Gerhard Henrik Armauer Hansen (ur. 29 lipca 1841 w Bergen, zm. 12 lutego 1912 we Florø) – norweski lekarz i naukowiec, odkrywca prątka trądu (Mycobacterium leprae).
Studia ukończył w 1866, dwa lata później rozpoczął pracę w szpitalu dla trędowatych w Bergen, które w owym czasie było dużym centrum badań nad trądem. Badając płyn tkankowy pobrany z guzów osób chorych zaobserwował ciałka w kształcie sztabek. Udokumentował ich naturę i udowodnił, że są one właściwą przyczyną choroby.
Choć przez większą część życia cierpiał na syfilis, zmarł na atak serca w 1912.